# 老姆庙
老姆庙旧称海神庙，又称观音庙，始建于明代，是一座位于中国天津市东丽区无瑕街老袁庄村一区3排1号的寺庙建筑，该建筑目前为一般保护等级历史风貌建筑。

## 历史
老姆庙为明代建筑，是出海渔民祭祀神明的场所，庙内供奉海神娘娘。清康熙四十年（1701年）和民国二十六年（1937年），该建筑曾经历两次重修。中华人民共和国成立后，老姆庙的偏殿和山门塑像均被毁。1987年和1989年，该建筑正殿相继被毁毁。1992年，该建筑被东丽区人民区政府公布为天津市东丽区区级文物保护单位。1993年，该建筑被修复并定名为“老姆庙”。

## 建筑
老姆庙的庙门两侧设有哼哈二将。大门外侧的两个角楼里分别供奉着土地爷和文昌帝君。老姆庙院内正中央设有一座黑色铁铸“宝塔”。老姆庙正殿两旁种有两棵大树。正殿的大门上挂着上书“广佑群黎”四个金字的匾额。正殿供奉有老姆娘娘、文殊菩萨、普贤菩萨、地藏王菩萨、十殿阎君和送子娘娘等诸位菩萨。老姆庙东侧的武圣殿里供奉有关羽、周倉、关平、药王神和岳飞。